# Juan Valentín Urdangarin y Borbón
Juan Valentín de Todos os Santos Urdangarin e Bourbon (Juan Valentín de Todos los Santos Urdangarin y Borbón; Barcelona, 29 de setembro de 1999) é o primeiro menino e filho mais velho da Infanta Cristina de Espanha e de seu marido, Iñaki Urdangarin, antigos duques de Palma de Maiorca. É o segundo neto dos reis eméritos da Espanha, João Carlos I e Sofia da Grécia, sendo assim sobrinho do atual rei, Filipe VI. Atualmente ocupa o sétimo lugar na linha de sucessão ao trono espanhol.
Juan possui três irmãos mais novos: Pablo Nicolas, Miguel e Irene.

## Nascimento e batismo
Juan Valentín nasceu em 29 de setembro de 1999 na Centro Médico Teknon , em Barcelona, sendo o segundo neto varão do rei João Carlos I. Na ocasião, pesava 4kg e media 53 centímetros. Ao nascer, ocupava o quinto lugar na linha de sucessão ao trono.
Três meses depois de seu nascimento, foi batizado no Palácio da Zarzuela, em 12 de dezembro de 1999. O Cardeal Antonio María Rouco Varela presidiu a cerimônia. A água utilizada veio do Rio Jordão.
Seus padrinhos foram: sua tia materna, a Infanta Elena, e seu tio paterno, Mikel Urdangarin Liebaert.
Juan Valentín de Todos os Santos Urdangarin e Bourbon foi nomeado por seus dois avôs, João Carlos I (materno) e Juan Maria Urdangarin Berriochoa (paterno); "Valentín" em honra de Valentine Berriochoa, um antepassado da família de sua mãe; e "de Todos os Santos" por tradição na família real espanhola.

## Educação e interesses
Juan Valentín iniciou sua educação na Espanha, em 2002, na Escola de Educação Infantil Carles Riba. Em seguida, ele entrou para uma escola francesa nas localidades. Após mudar-se com seus pais e irmãos para Washington, D.C, frequentou a escola também francesa Lycee Rochambeau, onde não teve quaisquer dificuldades em adaptar-se, até o retorno da família para a Espanha, em 2012. Então voltou a frequentar a escola francesa local. Durante o verão de 2013, ele se mudou com sua mãe e irmãos para a Suíça, enquanto o seu pai permaneceu na Espanha para lidar com o escândalo no qual estava envolvido, Juan então foi matriculado na Escola Internacional de Genebra, onde estuda atualmente.
Em 23 de maio de 2009, como é tradicional na família real espanhola, Juan fez sua primeira comunhão, juntamente com seu irmão Pablo.
Juan é um ávido desportista, estando no topo das suas preferências o andebol, esqui, vela e ténis, porém, já foi visto a jogar futebol e basquetebol e andar também de skate. No verão, é presença constante em Palma de Maiorca para as férias com seus pais, irmãos, avós, tios e primos.

## Aparições públicas
Como um membro da Casa Real espanhola, ele ocasionalmente aparece com a Família Real para determinados eventos.

## Títulos e estilos
- 29 de setembro de 1999 - presente: "Sua Excelência, Dom Juan Valentín de Todos os Santos Urdangarin e Bourbon, Grande de Espanha."

Desde o nascimento, Juan é legalmente intitulado "Sua Excelência". Todas as crianças da Infanta Elena e da Infanta Cristina ostentarão o estilo de "SE Dom/Dona", como convém aos filhos de uma Infanta de Espanha. Apesar de não terem um grande título nobiliárquico, todos os netos do rei João Carlos, sem distinção, são membros oficiais da família real espanhola.
Algumas vezes, Juan é mencionado na mídia como "Príncipe Juan Valentín".